# (6046) 1991 RF14
(6046) 1991 RF14 (1991 RF14, 1984 SS2, 1990 GR) — астероїд головного поясу, відкритий 13 вересня 1991 року.
Тіссеранів параметр щодо Юпітера — 3,568.